# Jerzmanowician

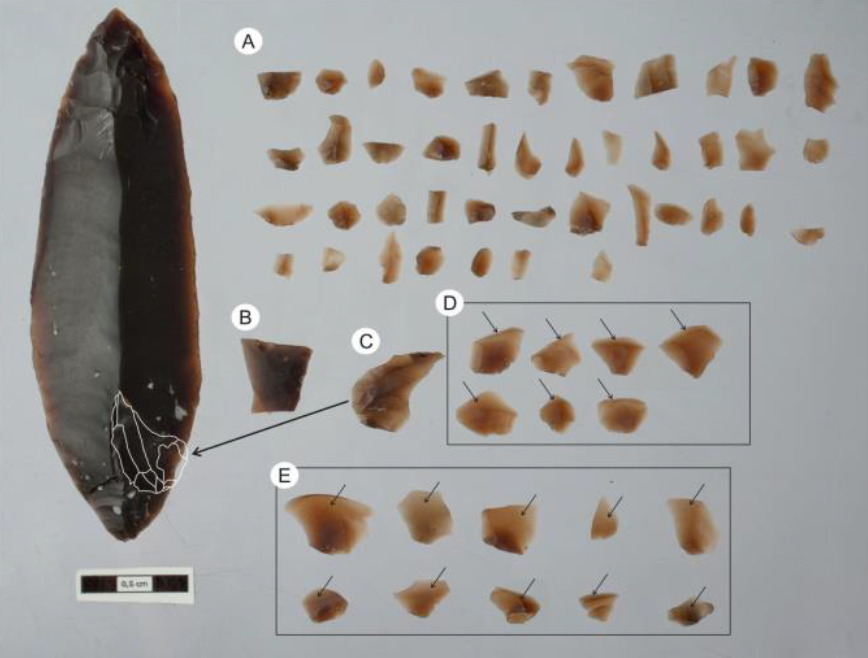
Jerzmanowice-punt en afslagproducten

Het Jerzmanowician (ook wel Lincombian-Ranisian-Jerzmanowician genoemd, LRJ), is een archeologische cultuurgroep uit de overgang tussen het middenpaleolithicum en het laatpaleolithicum in Europa. Ze strekte zich uit over Engeland (Lincombian genoemd naar de Lincombe Hill-site), Duitsland (Ranisian naar de Ranis-site) en Polen (Jerzmanowician naar de Jerzmanowice-grot nabij Ojców.
De dateringen variëren tussen ongeveer 45.000 en 39.000 BP, afhankelijk van de locatie.
Het LRJ-complex bevond zich op de overgang tussen de culturen van het middenpaleolithicum en het laatpaleolithicum: enerzijds lijkt het verband te houden met het Moustérien dat kort daarvoor in Noord-Europa aanwezig was (bladpunten, Levallois-debitage), anderzijds lijkt het innovatieve technologieën uit West-Azië te omvatten (stekers, laminaire debitage). Achtereenvolgens werden neanderthaler-resten in de Grot van Spy en een moderne menselijke bovenkaak in Kents Cavern in verband gebracht met de Jerzmanowicecultuur. Deze twee associaties worden echter betwist.
In oudere publicaties werd soms de term Altmühlien gebruikt om te verwijzen naar de eerste fase van het LRJ-complex in Duitsland. Tegenwoordig wordt dit verbonden aan de Blattspitzen-gruppe, een cultuur met bladvormige punten uit het middenpaleolithicum, waarvan de connectie met de LRJ niet verzekerd is.

## Onderzoeksgeschiedenis
Het was voor het eerst in Duitsland onder de naam Altmühlien dat een overgangscultuur uit het midden- naar laatpaleolithicum werd geïdentificeerd. De eerste interpretatie was die van een geleidelijke evolutie van een lokaal Moustérien of een lokaal Micoquien naar een meer ontwikkelde cultuur.
Vervolgens werd het Lincombian in Engeland geïdentificeerd naar de site van Lincombe Hill, het Ranisian in Duitsland naar de vindplaats bij Ranis in Thüringen, en het Jerzmanowician in Polen naar de Jerzmanowice-grot. De drie culturen werden vervolgens samengebracht in één complex, het Lincombian-Ranisian-Jerzmanowician-complex (LRJ).
Vervolgens werd de term Altmühlien verbonden aan de Blattspitzen-gruppe in Duitsland, een lithische industrie uit het middenpaleolithicum (eerder verbonden met het Moustérien dan met het Micoquien). De geleidelijke overgang van Altmühlien naar Lincombian-Ranisian-Jerzmanowicien werd in twijfel getrokken. De term Altmühlien wordt in recentere publicaties niet meer gebruikt.

## Eigenschappen
De lithische industrie wordt gekenmerkt door bladvormige punten die vaak "Jerzmanowice-punten" genoemd worden, welke gedeeltelijk hun oorsprong zouden vinden in het Micoquien. Ook vindt men bifaciale bladpunten, stekers en schrabbers

## Verspreiding
Het LRJ-complex is te vinden in heel Noord-Europa, van Groot-Brittannië tot Polen, en misschien verder naar het oosten met de Streletskicultuur:
- Engeland: het noorden van Groot-Brittannië lag onder de ijskap, de LRJ wordt alleen in het zuiden van Engeland gevonden. De Glaston-site in de East Midlands is de enige die zich in de open lucht bevindt.
- Nederland
- Duitsland: vooral in Beieren, Thüringen en Noordrijn-Westfalen.
- Polen: Nietoperzowa-grot (niveau 6)

## Datering
Lijst met recente data uit de LRJ:
| Locatie                          | Land      | Datum                     | Methode en referentie    |
| -------------------------------- | --------- | ------------------------- | ------------------------ |
| Ilsenhöhle, Ranis (lagen 8 en 9) | Duitsland | ~45.000 cal. BP           | Radiokoolstof            |
| Nietoperzowa-grot (niveau 6)     | Polen     | ~43.000 cal. BP           | C-14 van AMS op koolstof |
| Nietoperzowa-grot (niveau 6)     | Polen     | ~42.500 cal. BP           | Bot                      |
| Glaston                          | VK        | 44.300 tot 42.500 cal. BP | ?                        |
| Kents Cavern                     | VK        | 44.200 tot 41.500 cal. BP | omstreden                |

## Relatie met andere culturen
De Streletskicultuur in Rusland vertoont veel overeenkomsten met het Jerzmanowician.
Het Szeletian en zijn voorganger, het Bábonyan in Hongarije, worden ook gekenmerkt door bladpunten, hetzij met een lokale Micoquien-achtergrond, hetzij uit de Balkan. Het late Szeletian herinnert aan het Solutréen. Er zijn enkele tientallen Szeletian-vindplaatsen, vooral in het zuidwesten van Moravië, waaronder die van Vedrovice. Het zou banden hebben met het Jankovichian van Noordwest-Hongarije, ook wel het Szeletian van Transdanubië genoemd.
Deze culturen veranderden de lithische industrie van Midden- en Oost-Europa in een paar duizend jaar. Ze hingen mogelijk samen met de aankomst van de moderne mens en de overgang naar het laatpaleolithicum. Opgemerkt moet worden dat de oudste bladvormige punten uit het Bábonyien dateren van het einde van het laatste interglaciaal tot het begin van de laatste ijstijd (SIO 5a tot 5e). Bladpunten werden ook gevonden in de Kozarnikagrot in Bulgarije, op het Moustérien-niveau, tussen 130.000 en 50.000 BP. In Temnata Doepka, een andere grot in het noorden van Bulgarije, was een Moustérien-industrie met Balkan-bladpunten aanwezig vanaf laag 10 (± 185.000 BP), en niveau V van Korolevo in Oekraïne leverde bladpunten op uit overgangslagen tussen het Acheuléen en het Moustérien, d.w.z. uit het 1/3 en 2/3 interstadiaal van het Rissglaciaal (tussen 200.000 en 300.000 BP).
Bovendien werden tussen het Dnjestr-bekken en Noord-Bulgarije talloze bladvormige vuistbijlen ontdekt die dateren uit het einde van het middenpaleolithicum. Bladachtige vuistbijlen zouden in Afrika zijn verschenen met het Atérien en het Nubische complex van het Nijlbekken (SIO 5) en in de Stilbaaicultuur tijdens het eerste pleniglaciaal (ongeveer 70.000 BP).

## Bewijs voor moderne mensen
In een artikel in Nature uit 2024 meldden onderzoekers dat ze mitochondriaal DNA van moderne mensen hadden gevonden in botten uit de Ranis-grot die dateren van ongeveer 45.000 jaar geleden. Dit leverde bewijs voor zowel de associatie van de LRJ met moderne mensen, en dat ze op deze vroege datum al de hogere breedtegraden van Europa bereikten.